# 豊前国
豊前国（ぶぜんのくに）は、かつて日本の地方行政区分だった令制国の一つ。西海道に属し、現在の福岡県東部及び大分県の北西部に属する。和名で平安時代までは「とよくにのみちのくち」と読んだ。

## 領域
明治維新直前の領域は、現在の下記の区域に相当する。
- 福岡県
  - 北九州市門司区・小倉北区・小倉南区
    - 八幡東区の一部（川淵町・荒生田・祝町・中尾・猪倉町・小熊野より南東および田代・田代町）

  - 田川郡香春町・福智町・糸田町・赤村・大任町・川崎町・添田町
  - 田川市
  - 嘉麻市の一部（猪国）
  - 京都郡苅田町・みやこ町
  - 行橋市
  - 築上郡築上町・吉富町・上毛町
  - 豊前市
- 大分県
  - 中津市の大部分（山国町長尾野を除く）
  - 宇佐市の大部分（安心院町南畑を除く）
  - 豊後高田市の一部（水崎）

1876年（明治9年）、豊前一国を管轄した小倉県は、全体が福岡県に編入された後、山国川以東の2郡が大分県に編入された。しかし豊前国として共通の歴史を持つため、現在でも文化面、生活面での結び付きが強い。豊前国豊津（みやこ町）出身の堺利彦はその自伝の中で、「筑前、筑後、豊前の三国が福岡県を成しているのだが、私は福岡県人と呼ばれることがあまり嬉しくなかった。何だか筑前の附属になったような気持のするのが少し厭だった。福岡県というものは、私に取って、故郷でない。故郷はただ豊前ばかりである。私はどこまでも、豊前人でありたい。ただし豊前の中でも、北部の六郡の元小倉領だけに親しみがある。」と記している。

## 沿革
古墳時代の豊前国内は、北西部を中心とした地域に豊国造、宇佐郡を中心とした地域に宇佐国造が設置された。
7世紀末に、豊国（とよのくに）を分割して豊後国とともに設けられたとされる。
1871年（明治4年）7月14日の廃藩置県で豊前国内にあった豊津藩、千束藩、中津藩がそれぞれ県となり、同年11月14日の第1次府県統合によって3県および豊前国内の日田県管地（企救郡等）が統一されて小倉県となった。
1876年（明治9年）4月に小倉県は福岡県に編入されたが、同年8月、豊前国（延喜式8郡）のうち最南部の2郡（宇佐郡・下毛郡）は大分県に編入された。

### 近世以降の沿革
- 「旧高旧領取調帳」に記載されている明治初年時点での国内の支配は以下の通り（776村・36万3940石余）。幕府領は西国筋郡代が管轄。太字は当該郡内に藩庁が所在。国名のあるものは飛地領。
  - 宇佐郡（241村・7万7483石余） - 幕府領、旗本領、中津藩、肥前島原藩、宇佐神宮領
  - 下毛郡（98村・4万7593石余） - 幕府領、旗本領、中津藩
  - 企救郡（110村・4万5797石余） - 小倉藩
  - 田川郡（64村・5万4752石余） - 小倉藩
  - 京都郡（71村・3万4617石5斗） - 小倉藩
  - 仲津郡（76村・4万2586石余） - 小倉藩
  - 築城郡（41村・2万3033石余） - 小倉藩
  - 上毛郡（75村・3万8074石余） - 小倉藩、小倉新田藩、中津藩
- 慶応3年3月（1867年4月） - 長州戦争により小倉藩が移転して香春藩となり、企救郡が周防山口藩預地となる。
- 慶応4年（1868年）8月 - 旗本領が日田県の管轄となる。
- 明治2年
  - 6月24日（1869年8月1日） - 小倉新田藩が改称して千束藩となる。
  - 7月 - 宇佐神宮領が日田県の管轄となる。
  - 8月 - 山口藩預地が日田県の管轄となる[1]。
  - 12月24日（1870年1月25日） - 香春藩が移転して豊津藩となる。
- 明治3年（1870年）1月 - 下毛郡および宇佐郡の一部の幕府領が対馬厳原藩領となる。
- 明治4年
  - 7月14日（1871年8月29日） - 廃藩置県により、藩領が豊津県、千束県、中津県および厳原県の飛地となる。
  - 11月14日（1871年12月25日） - 第1次府県統合により、全域が小倉県の管轄となる。
- 明治9年（1876年）
  - 4月18日 - 第2次府県統合により福岡県の管轄となる。
  - 8月21日 - 下毛郡・宇佐郡が大分県の管轄となる。

## 国内の施設

### 国府
国府は、仲津郡（現 福岡県。1896年（明治29年）2月26日 京都郡に編入）にあった。仲津郡は、景行天皇による豊国地名伝承発祥の地（『風土記』）である。なお、現在の福岡県京都郡みやこ町（旧豊津町）の国作～総社地区で遺跡が発見され、豊前国府跡公園として整備されている。

### 国分寺
豊前国分寺
福岡県みやこ町(旧豊津町)

### 神社
延喜式内社
『延喜式神名帳』には、大社3座3社・小3座3社の計6座6社が記載されている（「豊前国の式内社一覧」参照）。大社3社は以下に示すもので、全て名神大社である。
- 宇佐郡 八幡大菩薩宇佐宮
- 宇佐郡 比売神社
- 宇佐郡 大帯姫廟神社

これらは宇佐神宮（大分県宇佐市）に関わる神社である。なお小社3社はいずれも現在の香春神社であり、6社とも渡来系の神であることが特色である。
総社・一宮
- 総社 惣社八幡神社 （福岡県京都郡みやこ町国作字総社）
- 一宮 宇佐神宮

二宮以下は存在しない。

### 安国寺利生塔
- 興国寺 - 福岡県福智町上野。
- 安国寺 - 福岡県北九州市小倉北区竪町。

## 地域

### 郡
- 田河郡（たがわぐん） - 福岡県田川市・田川郡全域・嘉麻市の一部
  - 香春郷
  - 雉怡郷
  - 位登郷
  - 城田郷
- 企救郡（きくぐん） - 福岡県北九州市小倉北区・小倉南区・門司区・八幡東区の一部
  - 長野郷
  - 蒲生郷
- 京都郡（みやこぐん） - 福岡県苅田町全域、行橋市、みやこ町の各一部
  - 諫山郷
  - 本山郷
  - 刈田郷
  - 高来郷
- 仲津郡（なかつぐん） - 福岡県行橋市、みやこ町の各一部
  - 呰見郷
  - 蒭見郷
  - 城井郷
  - 狭度郷
  - 高屋郷
  - 中臣郷
  - 仲津郷
  - 高家郷
- 築城郡（ついきぐん） - 福岡県築上町・豊前市の一部
  - 綾幡郷
  - 桑田郷
  - 樢木郷
  - 大野郷
- 三毛郡（みけぐん）・・・上毛郡と下毛郡の前身。
- 上毛郡（かうげぐん） - 福岡県豊前市（一部を除く。）・上毛町・吉富町
  - 山田郷
  - 炊江郷
  - 多市郷
  - 上身郷
- 下毛郡（しもげぐん） - 大分県中津市
  - 山国郷
  - 大家郷
  - 麻生郷
  - 野仲郷
  - 諫山郷
  - 穴石郷
  - 小楠郷
- 宇佐郡（うさぐん） - 大分県宇佐市・豊後高田市の一部
  - 野麻郷
  - 酒井郷
  - 葛原郷
  - 封戸郷
  - 向野郷
  - 広山郷
  - 垣田郷
  - 高家郷
  - 深見郷
  - 辛島郷

### 江戸時代の藩
- 小倉藩、細川家（39.9万石）→小笠原家（15万石）
- 小倉新田藩、小笠原家（小倉藩支藩、1万石）
- 中津藩、小笠原家（8万石→4万石）→奥平家（10万石）
- 竜王藩、能見松平家（3.7万石）

## 人物

### 国司
- 宇努首男人、養老年間
- 大伴百世、天平18年（746年）任官
- 中臣酒人虫麻呂、天平宝字6年（762年）任官（員外介）
- 佐味伊与麻呂、天平宝字8年（764年）任官
- 海上清水、天平神護2年（766年）任官
- 中臣習宜阿曽麻呂、神護景雲元年（767年）任官（介）
- 和気清麻呂、宝亀2年（771年）月日不詳任官
- 安倍御県、宝亀2年（771年）11月19日任官
- 多治比豊浜、宝亀5年（774年）3月5日任官
- 弓削塩麻呂、宝亀六年（775年）9月13日任官
- 吉田古麻呂、宝亀9年（778年）任官（介）
- 小野滋野、宝亀11年（780年）任官
- 陽侯人麻呂、宝亀11年（780年）任官（介）
- 秦長足、延暦4年（785年） 任官（介）
- 日下部雄道、延暦4年（785年） 任官
- 阿倍草麻呂、延暦5年（786年）任官
- 大中臣弟成、延暦10年（791）任官
- 藤原河主、延暦18年（799年）任官
- 伴枝嗣、天長5年（828年）任官
- 文室益善、貞観2年（860年）任官
- 平康盛、保元2年（1157年）任官
- 宇佐公通、治承4年（1180年）任官
- 勢多章甫、嘉永4年（1851年）3月4日任官（『地下家伝』九）

### 守護

#### 鎌倉幕府
- 1200年 - 1225年 - 武藤資頼
- 1230年 - ? - 少弐資能
- 1279年 - ? - 北条実政
- 1310年 - ? - 北条政顕
- 1317年 - ? - 糸田顕義？
- 1323年 - 1333年 - 糸田貞義

#### 室町幕府
- ? - 1334年 - 少弐貞経
- 1334年 - 1357年 - 少弐頼尚
- 1351年 - 1352年 - 大友氏泰
- 1352年 - 1354年 - 大友氏時
- 1354年 - 宇都宮冬綱
- 1361年 - 1365年 - 少弐頼澄
- 1375年 - 1380年 - 今川貞世
- 1380年 - 1399年 - 大内義弘
- 1408年 - 1431年 - 大内盛見
- ? - 1441年 - 大内持世
- 1441年 - 1465年 - 大内教弘
- 1465年 - 1495年 - 大内政弘
- 1498年 - 1501年 - 大友親治
- 1501年 - ? - 大友義親（義長）
- 1509年 - 1528年 - 大内義興
- 1528年 - 1551年 - 大内義隆
- 1559年 - ? - 大友義鎮

### 戦国時代
主として彦山権現、宇佐八幡等の寺社勢力、および城井氏、麻生氏等の宇都宮氏一族を中心とした国人衆が割拠していた。ここに大内氏や大友氏等の隣接する戦国大名が守護代等として杉氏（大内系）や田原氏（大友系）を置いて、門司氏、貫氏、香月氏、豊前長野氏、豊前佐々木氏、時枝氏などの各勢力はその下で離合集散を繰り返していた。

#### 豊臣政権の大名
- 黒田孝高・長政：中津18万1千石、1587年 - 1600年（関ヶ原の戦い後、福岡藩52万3千石に移封）
- 毛利勝信：小倉6万石、1587年 - 1600年（関ヶ原の戦い後改易）
- 大友義統：豊後一国および豊前宇佐郡の一部37万石、1587年 - 1593年（文禄の役での失態により改易）

### 武家官位としての豊前守

#### 江戸時代以前
- 大友政親
- 上原賢家
- 長尾景晴
- 長尾房景
- 飯尾連龍
- 間宮康俊
- 龍造寺胤家
- 龍造寺胤栄
- 鍋島信房
- 土屋貞綱
- 三好実休
- 鍋島信房
- 河田長親
- 下間頼旦
- 毛利勝永

#### 江戸時代
- 石見津和野藩亀井家
  - 亀井政矩、初代藩主
  - 亀井茲政、第2代藩主
  - 亀井茲延、第5代藩主
- 上総久留里藩黒田家
  - 黒田直邦、初代藩主
  - 黒田直亨、第2代藩主
  - 黒田直方、第5代藩主
  - 黒田直侯、第6代藩主
  - 黒田直静、第7代藩主
  - 黒田直和、第8代藩主
- 越後村上藩内藤家
  - 内藤弌信、初代藩主
  - 内藤信輝、第2代藩主
  - 内藤信旭、第4代藩主
  - 内藤信民、第8代藩主
  - 内藤信美、第9代藩主
- 駿河田中藩本多家
  - 本多正矩、初代藩主
  - 本多正意、第5代藩主
  - 本多正寛、第7代藩主
- 下総多古藩松平家
  - 松平勝忠、旗本・初代藩主の養父　
  - 松平勝以、初代藩主
  - 松平勝尹、第3代藩主
  - 松平勝全、第4代藩主
  - 久松勝慈、第8代藩主
- その他
  - 池田政周、播磨山崎藩主
  - 織田長定、大和戒重藩主
  - 織田長教、大和芝村藩主
  - 織田長易、芝村藩主
  - 相馬樹胤、陸奥相馬中村藩主
  - 立花種善、筑後三池藩主
  - 内藤信照、陸奥棚倉藩主
  - 内藤信良、棚倉藩主
  - 久松勝慈、下総多古藩主
  - 細川興隆、常陸谷田部藩主
  - 堀田正休、近江宮川藩主
  - 堀田正養 宮川藩主
  - 牧野明成、丹後田辺藩主
  - 牧野惟成、田辺藩主
  - 松平信庸、丹波篠山藩主
  - 水野忠盈、三河岡崎藩主
  - 渡辺信綱、和泉伯太藩主
  - 新見正興、万延元年遣米使節の正使

## 豊前国の合戦
- 869年 - : 貞観の韓寇
- 1185年 : 壇ノ浦の戦い。源氏 x 平家
- 1559年 - 1561年 : 門司城の戦い。大友 x 毛利
- 1587年 : 豊前国人一揆
- 1866年 : 長州征討　小倉口の戦い。長州藩 x 江戸幕府九州諸藩